# 馬姆努恩·侯賽因
馬姆努恩·侯賽因（1940年12月23日—2021年7月14日），巴基斯坦紡織業商人、民族主義保守派政治人物，於2013年至2018年期間擔任巴基斯坦總統。
侯賽因的家人經營鞋業生意，他本人也參加過家族生意的運作。他在1960年加入政壇，曾任卡拉奇工商會主席、信德總督，至2013年獲巴基斯坦穆斯林联盟（谢里夫派）推舉為總統候選人，結果獲勝，接替放棄連任的阿西夫·阿里·扎爾達里。

## 生平
侯賽因在1940年生於英屬印度聯合省阿格拉（今屬印度北方邦），家人是鞋商。1947年印巴分治後，侯賽因舉家遷居巴基斯坦卡拉奇。他早年以在家自學的方式學習，後來才入讀卡拉奇大學，主修商科，然後在1963年入讀工商管理學院，至1965年獲頒工商管理碩士學位。
畢業後，侯賽因繼承家業，後於1960年代末經原國會議員阿卜杜勒·哈利克·阿拉瓦拉（Abdul Khaliq Allahwala）介紹加入巴基斯坦穆斯林聯盟，擔任卡拉奇支部聯合秘書，踏足政壇。他在1993年正式加入以納瓦茲·謝里夫為首的巴基斯坦穆斯林聯盟（謝里夫派），並獲任命為該黨信德省支部財政秘書。
他在1997年擔任卡拉奇工商會主席，至1999年6月就任信德總督，不過軍方發動政變，推翻由巴基斯坦穆斯林联盟（谢里夫派）組建的政府後，迫使他在1999年10月12日下台。政變後，他批評軍事獨裁者佩爾韋茲·穆沙拉夫，並因此入獄，由此樹立自己身為民主鬥士的威望。
2013年，卡拉奇工商會主席阿茲哈爾·哈倫稱，侯賽因「在1999年之前和政團沒有聯繫，但是他談吐有禮、具有專業能力，使納瓦茲·謝里夫另眼相看，謝里夫後來更讓他出任信德總督。」外界對他的了解不多。忠於謝里夫的他在2013年7月代表穆斯林聯盟（謝里夫派）參選巴基斯坦總統，最終勝出。在選舉中，侯賽因贏得432張選舉人票，而他的對手，代表人民黨瓦吉胡丁·艾哈邁德只贏得77張選舉人票。當地有分析指出，由於侯賽因來自信德省，所以穆斯林聯盟可以以此反駁人民黨的宣傳論調：人民黨聲稱穆斯林聯盟（謝里夫派）只能容納來自旁遮普省的政客。他在2013年9月9日到總統府出席就職典禮，宣誓就職；到場觀禮的來賓包括政要、軍隊領袖、各國使節和他的親友。
卸任總統後，侯賽因退出政壇，繼續低調過活。他在2020年2月確診罹患癌症，後於2021年7月14日在卡拉奇病逝，享年80歲。

## 家庭
侯賽因在1970年結婚，岳父是卡拉奇一家著名餅店的東主。他的三個兒子從事商界、銀行業。

## 外部連結
- （乌尔都文）صدارتی انتخابات : ممنون حسین مسلم لیگ( ن) کے باضابطہ امیدوار
- Mamnoon Hussain submits nomination papers for presidential election （页面存档备份，存于）
- Mamnoon Hussain nomination as PML-N presidential candidate （页面存档备份，存于）

| 官衔                          | 官衔                        | 官衔                       |
| ----------------------------- | --------------------------- | -------------------------- |
| 前任者： 穆因丁·海德爾        | 信德總督 1999年             | 繼任者： 阿齊姆·達烏德波塔 |
| 前任者： 阿西夫·阿里·扎爾達里 | 巴基斯坦總統 2013年－2018年 | 繼任者： 阿里夫·艾維       |